# Omsktransmash
La Planta de fabricaciones de transporte de Omsk - "Omsktransmash" - ahora conocida como JSC "Oficina de Diseño de Maquinaria para el Transporte de Omsk" (del ruso: Омский завод транспортного машиностроения"), es una compañía de ingeniería y diseño de propiedad estatal de Rusia (GUP), con base en la ciudad de Omsk, en Rusia. La compañía se hizo conocida en el occidente durante la guerra fría por su producción de vehículos blindados como el carro de combate T-80. La Oficina de Diseño de Maquinaria para el Transporte de Omsk "KBTM", es a su vez responsable por la producción y el diseño de los blindados como el BTR-T, el lanzacohetes TOS-1 y el obús autopropulsado 2S19 "Msta-S".

## Historia
Los inicios de la organización se dieron en 1896, con la creación de una empresa dedicada a la fabricación de rieles y materiales de locomoción para las ferrovías, así como el diseño e ingeniería de las mismas.
La planta se expandiría en 1942 y alcanzaría su actual importancia cuando las fábricas de materiales de guerra en Ucrania (Luhanskteplovoz) y en Leningrado fueran evacuadas más allá de los montes Urales durante la Gran guerra Patria. Durante este periodo, en las instalaciones de dicha planta también se producen los carros de combate T-34.
La producción de tractores se iniciaría en 1993.
En el periodo postsoviético la decisión de los gobernantes de trasladar las instalaciones de producción de carros de combate a las factorías de Uralvagonzavod, en la ciudad de Nizhny Tagil (donde se producen los carros de combate T-90 actualmente), a expensas de las ya instaladas en la Omsktransmash causarían serios problemas financieros para la compañía y en un momento su posible quiebra.
La organización había diseñado un nuevo carro de combate con el prototipo denominado Chiorny Oriol (Águila Negra), pero la indesición y posterior cancelación del proyecto llevaron a su pronto término al anterior programa. Así mismo la planta ya recibiría algunas de las tareas de la campaña de modernización de los carros del arsenal ruso, como los T-62 y T-72 pero esta medida no sería suficiente para proveer ingresos y en el año 2002 la compañía se declaró en bancarrota.
En 2004, la parte de diseño de armamento sería absorbida dentro del conglomerado Uralvagonzavod.
La producción de arsenales en la planta se vendería finalmente al consorcio JSC KBTM (en ruso: ОАО Конструкторское бюро транспортного машиностроения, JSC Oficina de Diseño e Ingeniería para el Transporte) en el año 2007.
En 2008 por medio de licitación pública se tomarían las ofertas para la venta de las instalaciones de producción no militar del conglomerado, el ganador sería ChTZ-Uraltrak (ЧТЗ-Уралтрак). Pero dicha transacción sería desautorizada por el Servicio Federal Anti-monopolio (SFA) (del ruso: Федеральная антимонопольная служба (ФАС)) dado que los acreedores de Uraltrak como Sverbank todavía no les habían sido pagas sus acreencias.
En diciembre del año 2009, JSC KBTM adquiere el segundo paquete accionario de Omsktransmash usando fondos provistos por el Gobierno Federal de Rusia.

## Productos y líneas de productos
Así como anteriormente eran fabricados elementos y vehículos blindados para la defensa, entre otra clase de vehículos, la compañía también produce una gran variedad de vehículos industriales sobre ejes con ruedas, vehículos con tracción en las cuatro o en dos ruedas basados en los chasis de "tractores" de sus modelos en producción.
Otros productos incluyen las máquinas lavarropas "Омь-1,5" y la "Омь-2,0", válvulas de paso para oleoductos, bocatomas, conversores y maquinaria industrial de uso general, así como herramienta de mano.
En 2011 el consorcio "KBTM", propietario de la "Omsktransmash"; ha trabajado en la ejecución de la orden del Ministerio de Defensa del Estado en cuanto a la reparación de los tanques T-80 BV, rehabilitando las instalaciones dedicadas a la producción y luego se haría la prestación oficial del transporte de carga TZM-T para el sistema de lanzacohetes pesados TOS-1A "Buratino" (Pinocho). Además, en las instalaciones de la planta se realizaría el servicio de mantenimiento acordado por la firma "KBTM" sobre los tanques T-80 activos en el ejército.
Recientemente en el año 2011 la empresa presentó al público el modelo de preproducción, incluyendo los planos y diseño básico de la máquina de obras civiles basada en el chasis del T-80U, el taladrador "Volcán", desarrollado a partir del motor de turbina de gas del tanque y otras piezas del T-80UD. Otra de las novedades para la ingeniería civil es la máquina universal de asentamiento de pilotes de cimentación, capaz de perforar hasta una profundidad de 18 metros.
En el año 2011 "KBTM" tuvo ventas en sus productos cercanas a los 2100 millones de rublos (cerca de unos 71 millones de dólares), lo cual es casi dos veces más que en 2010.
En 2012, continúan en ejecución los contratos firmados entre el gobierno ruso y la factoría en los tratados acerca de lo concerniente a la industria civil y militar, incluyendo los acuerdos de exportación ya firmados entre las partes.